# 卡拉特魯克河
卡拉特魯克河（烏克蘭語：Салатрук），是烏克蘭的河流，位於該國西部伊萬諾-弗蘭科夫斯克州，屬於維斯特里察-納德維爾尼揚斯卡河的左支流，河道全長13公里，流域面積44.6平方公里。